# Massacre de Constantinople (1821)
Ne doit pas être confondu avec Pogrom d'Istanbul.
Le massacre de Constantinople de 1821 est un massacre orchestré par les autorités de l'Empire ottoman contre la communauté grecque de Constantinople en représailles au déclenchement de la guerre d'indépendance grecque – 1821-1830). Dès que les premières nouvelles du soulèvement grec atteignent la capitale ottomane, on assiste à des exécutions massives, des attaques de type pogrom, la destruction d'églises et le pillage des propriétés de la population grecque de la ville,. Les massacres culminent avec la pendaison du Patriarche Œcuménique Grégoire V et la décapitation du Grand Dragoman Konstantinos Mourouzis.

## Contexte

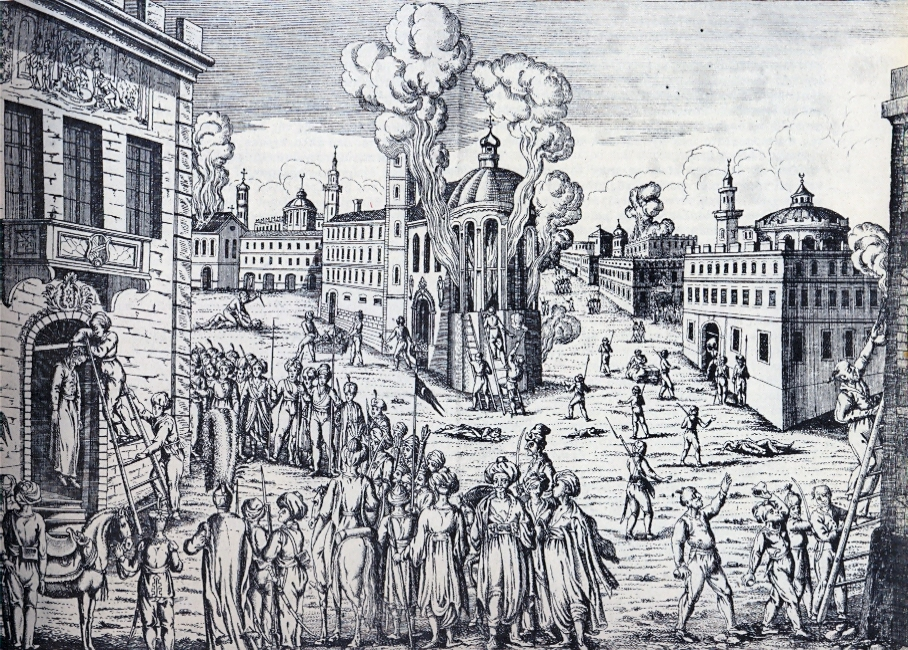
Atrocités commises par des fanatiques religieux ottomans et des janissaires à Constantinople dans le quartier grec, avril 1821.

Début mars 1821, Alexandre Ypsilántis traverse le fleuve Prout et pénètre en Moldavie, un événement qui marque le début de la guerre d'indépendance grecque. Immédiatement en réponse à des rumeurs infondées selon lesquelles des Turcs avaient été massacrés par des Grecs dans les Principautés danubiennes, en particulier à Iași et Galați[réf. non conforme], le Grand vizir ordonne l'arrestation de sept évêques grecs à Constantinople. De plus, le soir du 2 avril, les premières nouvelles de la révolte grecque dans le sud de la Grèce parviennent à Constantinople.
De hautes personnalités de la communauté grecque, notamment le patriarche œcuménique, Grégoire V, et le grand dragoman, Konstantinos Mourouzis, sont accusés d'avoir eu connaissance de la révolte par le sultan Mahmoud II, mais tous deux plaident l'innocence.
Le patriarche œcuménique a été contraint par les autorités ottomanes d'excommunier les révolutionnaires, ce qu'il a fait le dimanche des Rameaux, 15 avril 1821. Bien qu'il n'ait aucun lien avec les insurgés, les autorités ottomanes le considéraient toujours comme coupable de trahison car il était incapable, en tant que représentant de la population orthodoxe de l'Empire ottoman, d'empêcher le soulèvement.

## Exécutions du Patriarche et du Grand Dragoman

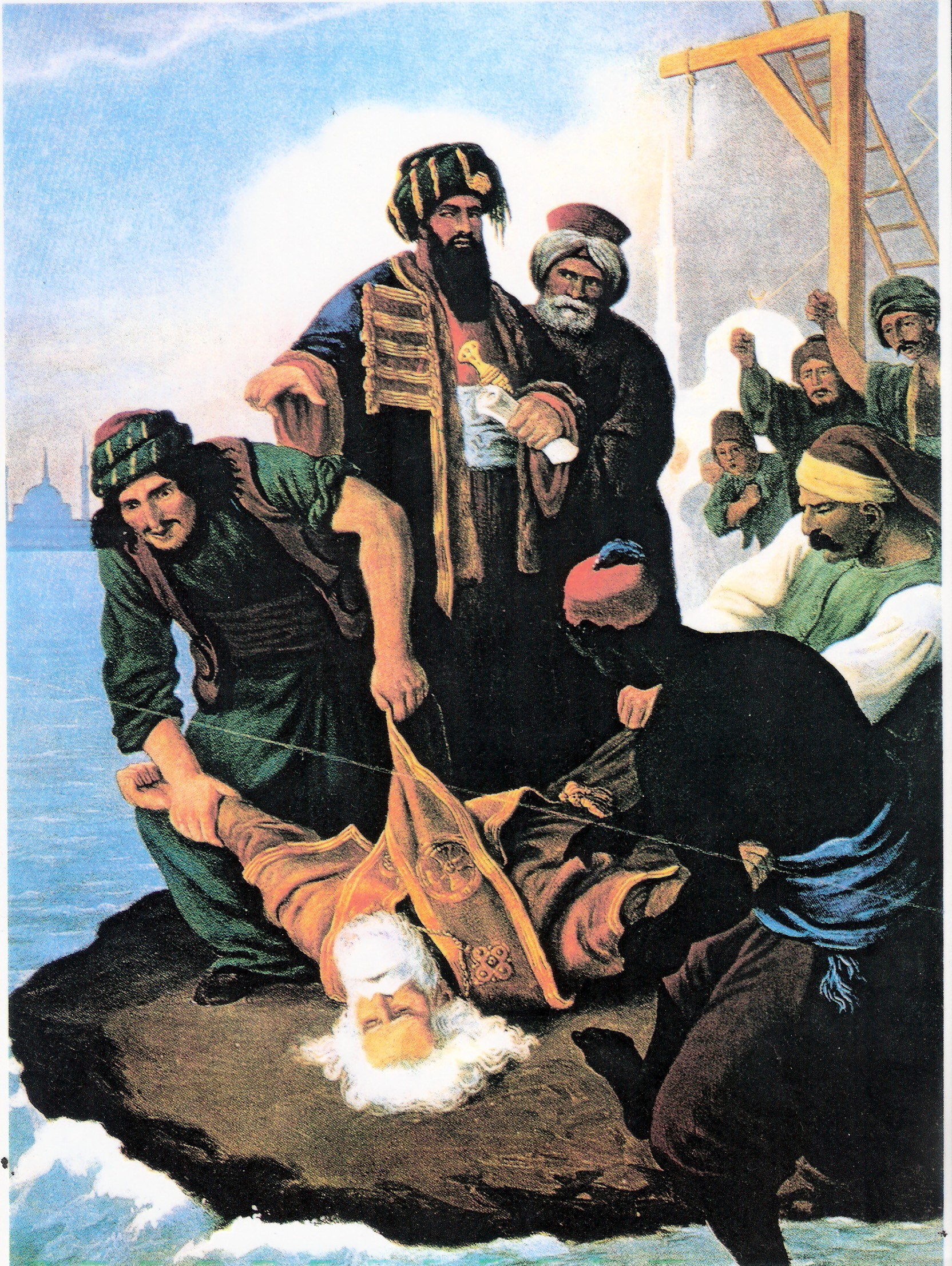
Peinture de Peter von Hess représentant la jetée du cadavre du patriarche Grégoire V de Constantinople dans le Bosphore.

Bien que le patriarche se soit trouvé contraint d'excommunier les révolutionnaires, il n'a toujours pas réussi à apaiser les dirigeants ottomans. Plus tard, le même jour que l'excommunication, le Sultan ordonna l'exécution du Grand Dragoman, Konstantinos Mourouzis. Il a été arrêté à la maison du Reis Effendi et décapité, tandis que son corps était exposé en public. De plus, son frère et divers autres membres dirigeants des familles phanariotes ont également été exécutés, bien qu'en fait seuls quelques phanariotes aient été liés aux révolutionnaires.
Malgré les efforts du patriarche orthodoxe pour professer sa loyauté envers le sultan, ce dernier est resté sceptique. Une semaine après l'excommunication, le dimanche de Pâques, le 22 avril 1821, il est saisi par des soldats ottomans pendant la liturgie et pendu à la porte centrale du Patriarcat,. Ainsi, bien qu'il ait été complètement étranger à la Révolution, sa mort a été ordonnée comme un acte de vengeance. Son corps est resté suspendu à la porte pendant trois jours, puis a été remis à une foule juive (il y avait eu de l'animosité entre les communautés grecque et juive de Constantinople à l'époque), traîné dans les rues avant d'être jeté dans la Corne d'Or,. Le corps a finalement été récupéré par l'équipage grec d'un navire russe, amené à Odessa, et cinquante ans plus tard a été amené en Grèce, où, à l'occasion du centième anniversaire de sa mort, Grégoire V a été officiellement proclamé saint par l'Eglise orthodoxe. L'exécution de Grégoire a provoqué l'indignation dans toute la Grèce et le reste de l'Europe, et a entraîné une recrudescence de sympathie et de soutien pour les rebelles en Europe. La porte à laquelle il a été pendu reste fermée à ce jour[réf. nécessaire].

## Propagation des massacres (avril-juillet 1821)

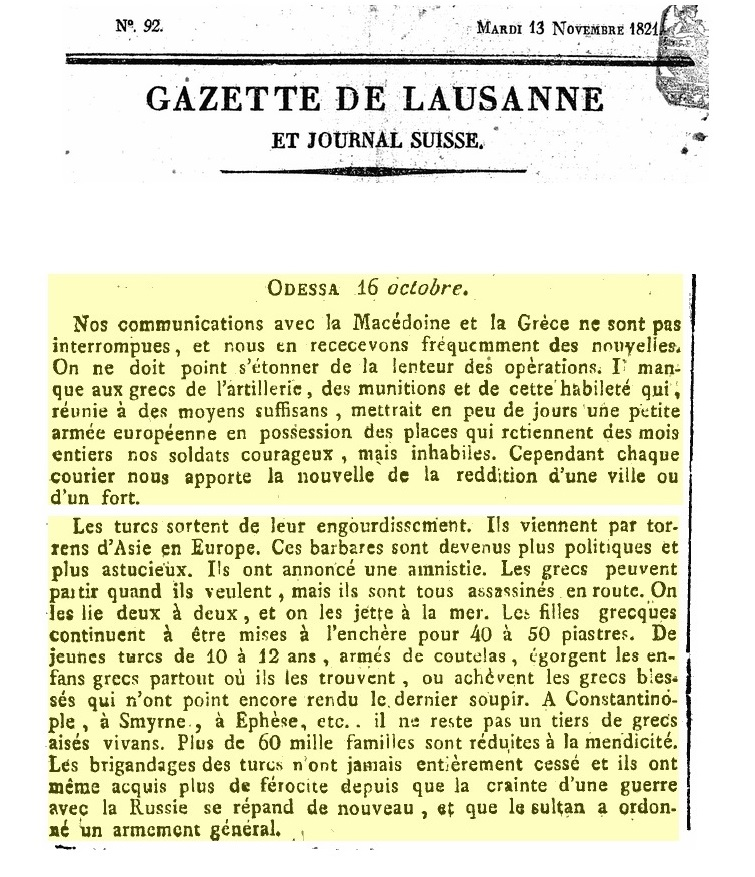
Nouvelles du massacre et de l'asservissement des Grecs à Constantinople en 1821, telles que publiées dans la "Gazette de Lausanne" du 13 novembre 1821. La correspondance est d'Odessa en date du 16 octobre 1821.

Le jour de la pendaison de Grégoire V, trois évêques et des dizaines d'autres Grecs, hauts fonctionnaires de l'administration ottomane, furent rapidement exécutés dans divers quartiers de la capitale ottomane. Parmi eux se trouvaient les évêques métropolitains, Denys d'Éphèse, Athanase de Nicomédie, Grégoire de Derkoi et Eugène d'Anchialos.
De plus, l'exécution du patriarche a marqué un règne de terreur contre les Grecs vivant à Constantinople dans les semaines suivantes, tandis que les musulmans fanatiques ont été encouragés à attaquer les communautés grecques dans tout l'Empire ottoman. Ainsi, des groupes de Turcs fanatiques, dont des janissaires, parcouraient les rues de la ville, ainsi que les villages voisins. Ils ont pillé les églises et les propriétés grecques, déclenchant un pogrom à grande échelle. Environ 14 églises chrétiennes ont subi de lourds dégâts, tandis que certaines d'entre elles ont été complètement détruites. Le complexe patriarcal est également devenu l'une des cibles. Eugène II, le patriarche nouvellement élu, se sauve au dernier moment, en s'échappant sur le toit. Pendant cette période, les autorités ottomanes ont recherché des Grecs éminents de tout Constantinople : au service du gouvernement, dans l'Église orthodoxe ou des membres de familles éminentes et les ont mis à mort par pendaison ou décapitation. De plus, plusieurs centaines de marchands grecs de la ville ont également été massacrés,.
En mai 1821, les restrictions imposées aux Grecs locaux augmentèrent, tandis que les églises continuaient d'être assaillies. Le 24 mai, le patriarche Eugène a présenté un mémorandum aux autorités ottomanes, les priant d'être miséricordieux envers le peuple et l'Église grecs, affirmant que seuls quelques Grecs se sont révoltés et non la nation entière. Eugène a également répété l'excommunication de Grégoire envers les révolutionnaires. Néanmoins, les exécutions publiques de Grecs étaient encore quotidiennes à Constantinople. Le 15 juin, cinq archevêques et trois évêques sont exécutés. De plus, début juillet, soixante-dix ont partagé le même sort. De plus, 450 commerçants et commerçants ont été arrêtés et envoyés travailler dans les mines.

## Massacres anti-grecs dans d'autres parties de l'Empire ottoman (mai-juillet 1821)
Le même état de choses s'est également répandu dans d'autres grandes villes de l'Empire ottoman avec d'importantes populations grecques. A Andrinople, le 3 mai, l'ancien patriarche Cyrille VI, neuf prêtres et vingt marchands sont pendus devant la cathédrale locale. D'autres Grecs de statut social inférieur ont été exécutés, envoyés en exil ou emprisonnés.
À Smyrne, de nombreuses troupes ottomanes sont mises en scène, attendant l'ordre de marcher contre les rebelles en Grèce. Elles sont entrées dans la ville et, avec les Turcs locaux, se sont lancées dans un massacre général contre la population chrétienne de la ville, qui a fait des centaines de morts. Lors d'un autre massacre dans la ville à prédominance grecque d'Ayvalık, la ville a été incendiée, de peur que les habitants ne se rebellent et ne rejoignent la révolution en Grèce. À la suite des massacres d'Ayvalik, des centaines de Grecs ont été tués et de nombreux survivants ont été vendus comme esclaves.
Des massacres similaires contre la population grecque au cours de ces mois se sont également produits dans les îles égéennes de Kos et de Rhodes. Une partie de la population grecque de Chypre a également été massacrée. Parmi les victimes figurait l'archevêque Cyprien de Chypre, ainsi que cinq autres évêques locaux.

## Conséquences
Les ambassadeurs britanniques et russes ont vivement protesté auprès de l'Empire ottoman en réaction à l'exécution du patriarche. L'ambassadeur de Russie en particulier, le baron Stroganov, a protesté contre ce genre de traitement envers les chrétiens orthodoxes, alors que sa protestation a culminé après la mort du patriarche. En juillet 1821, Stroganov proclama que si les massacres contre les Grecs continuaient, ce serait un acte de guerre de la Porte contre tous les États chrétiens. L'opinion publique dans les pays européens a également été touchée, en particulier en Russie.

## Héritage
Les événements de Constantinople ont été l'une des raisons qui ont déclenché des massacres contre les communautés turques dans les régions où le soulèvement battait son plein. En revanche, une partie de la juridiction du patriarche œcuménique, assurée en 1453, a été révoquée. Le Patriarcat était jusqu'alors investi par l'Empire ottoman comme seul représentant des communautés orthodoxes de l'Empire. Outre le chef du millet grec orthodoxe, le patriarche orthodoxe était également responsable des droits juridiques, administratifs et éducatifs de son troupeau. Le Patriarcat ne s'est jamais remis des atrocités qui se sont produites dans la ville en 1821.

## Motivation
Les massacres ont été entrepris par les autorités ottomanes, en réaction au déclenchement de la révolution grecque, centrée dans le sud de la Grèce. Les victimes de ces actions n'étaient guère liées à la révolution, alors qu'aucune enquête sérieuse n'a été menée par la partie ottomane afin de prouver qu'il y avait une quelconque implication des personnes mises à mort. De plus, la population grecque de Constantinople s'amoindrit après les événements de type "pogrom" et une peur grandissante s'installe chez les habitants grecs de l'Empire ottoman.

## Lectures complémentaires
- C. Prousis, « Eastern Orthodoxy Under Siege in the Ottoman Levant: A View from Constantinople in 1821 », History Faculty Publications., University of North Florida, no 13,‎ 2008 (lire en ligne, consulté le 23 juin 2013)